# Kuminaldehyd
Kuminaldehyd, aldehyd kuminowy – organiczny związek chemiczny z grupy terpenoidów o intensywnym zapachu kwiatowo-korzennym. Otrzymuje się go z olejku kuminowego lub syntetycznie. Stosowany jest w przemyśle perfumeryjnym.